# Tbilisis flagga

Tbilisis flagga

Tbilisis flagga, Georgiens huvudstads flagga, är en rektangulär flagga med ett kors i nordisk stil med guldfärgade yttre kanter som sträcker sig till flaggans kanter mot en vit bakgrund. Punkten där korsen korsas har krönts med en detalj från Tbilisis stadsvapen, omgiven av sju guldstjärnor. Flaggan har fyra färger: vitt, blått, guld och rött.